# Zygmunt Greń
Zygmunt Greń (ur. 12 kwietnia 1930 w Siedlcach, zm. 24 sierpnia 2012 w Krakowie) – polski krytyk teatralny i literacki, eseista.

## Życiorys
Był synem Stanisława Grenia, oficera i Marii z Marciniaków. Do 1939 mieszkał z rodzicami w Poznaniu. W czasie okupacji niemieckiej przebywał w Sterdyni w woj. warszawskim. Po wojnie przeniósł się do Krakowa gdzie zdał maturę w II Gimnazjum im. Króla Jana Sobieskiego i studiował polonistykę na Uniwersytecie Jagiellońskim oraz dziennikarstwo w Wyższej szkole nauk Społecznych.
Debiutował w 1950 recenzjami w tygodniku Odrodzenie. W tym samym roku został sekretarzem redakcji Dziennika Literackiego. W 1951 został członkiem ZLP i rozpoczął pracę w Życiu Literackim. W 1984 roku uhonorowany Nagrodą im. Kazimierza Wyki.